# Gorenja vas (gmina Ivančna Gorica)
Gorenja vas – wieś w Słowenii, w gminie Ivančna Gorica. W 2018 roku liczyła 105 mieszkańców.